# 12087 Tiffanylin
12087 Tiffanylin este un asteroid din centura principală de asteroizi.

## Descriere
12087 Tiffanylin este un asteroid din centura principală de asteroizi. A fost descoperit pe 20 aprilie 1998 la Socorro, New Mexico, în cadrul proiectului LINEAR. Asteroidul prezintă o orbită caracterizată de o semiaxă mare de 2,21 ua, o excentricitate de 0,16 și o înclinație de 3,5° în raport cu ecliptica.